# Saint-Sornin (Charente)
Saint-Sornin település Franciaországban, Charente megyében. Lakosainak száma 832 fő (2022. január 1.). Saint-Sornin Marillac-le-Franc, Montbron, Orgedeuil, Vouthon, Yvrac-et-Malleyrand és Moulins-sur-Tardoire községekkel határos.

## Népesség
A település népessége az elmúlt években az alábbi módon változott:
| Lakosok száma | 618  | 673  | 694  | 793  | 875  | 830  | 801  | 787  | 802  | 832  |
|               | 1968 | 1982 | 1990 | 2006 | 2013 | 2015 | 2017 | 2019 | 2020 | 2022 |